# Leptodactylus pentadactylus
Leptodactylus pentadactylus es una especie de anfibio anuro de la familia Leptodactylidae.
Habita en los bosques tropicales de la cuenca amazónica en Bolivia, Brasil, Colombia, Ecuador, Perú, Venezuela y Guyana Francesa.